# Geografia Azji

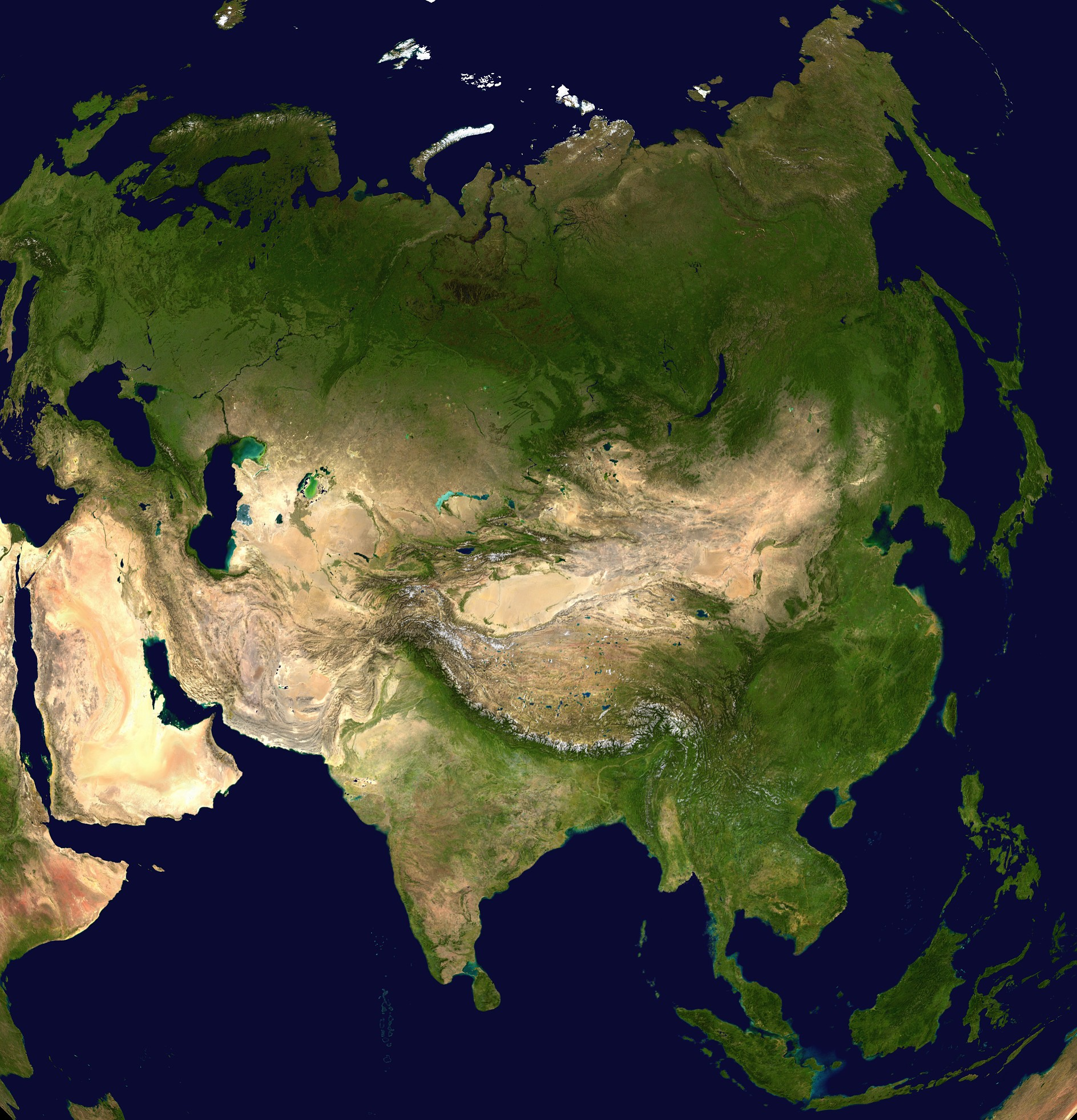
Zdjęcie satelitarne Azji

Geografia Azji - dziedzina nauki zajmująca się badaniem największego kontynentu na Ziemi, Azji, pod względem geograficznym. Powierzchnia Azji (44,5 mln km²) stanowi 1/3 powierzchni lądowej Ziemi. Razem z Europą tworzy jeden obszar lądowy – Eurazję.

## Granice
Kontynent azjatycki ograniczają Afryka i Europa na zachodzie i Ocean Spokojny na wschodzie. Wschodnią granicę kontynentu wyznaczają łańcuchy wysp wulkanicznych, które często nawiedzają groźne trzęsienia ziemi. Zachodnią granicę Azji stanowią góry Ural, a południowo-zachodnią Kaukaz.

## Przylądki
Najdalej wysuniętymi miejscami w Azji są:
- północ – Przylądek Czeluskin
- południe – Przylądek Tanjung Piai
- zachód – Przylądek Baba
- wschód – Przylądek Dieżniowa

## Regiony geograficzne

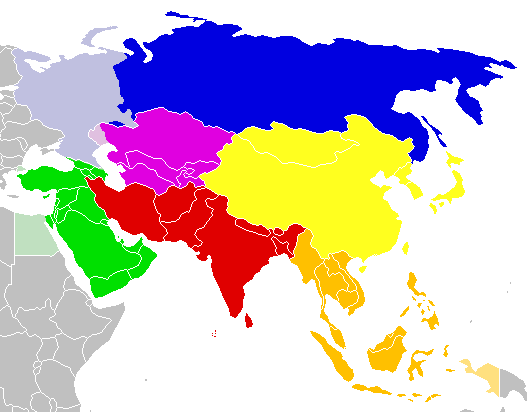
Regiony w Azji:
Azja Północna (Syberia)
Azja Środkowa
Azja Zachodnia (Bliski Wschód)
Azja Południowa
Azja Wschodnia
Azja Południowo-Wschodnia

Azja Północna (Syberia)
     Azja Środkowa
     Azja Zachodnia (Bliski Wschód)
     Azja Południowa
     Azja Wschodnia
     Azja Południowo-Wschodnia

## Klimat
Morze Śródziemne i Morze Czerwone oblewają południowo-zachodnie krańce Azji, o suchym i gorącym klimacie. Wybrzeża Azji Południowej i pobliskie wyspy mają klimat podzwrotnikowy, charakteryzujący się wysokimi temperaturami, niskimi opadami przez większość roku i bardzo dużymi opadami w porze letniej. Związane są one z silnymi wiatrami, zwanymi monsunami, które latem przynoszą nad ląd wilgotne powietrze znad oceanu.

## Geologia
Daleko w ciepłe wody Oceanu Indyjskiego jest wysunięty trójkątny Półwysep Indyjski. Na północy oddzielają go od reszty kontynentu najwyższe góry świata – Himalaje oraz Karakorum, pokryte lodowcami i śniegiem. Topniejące w Himalajach śniegi dają początek rzekom, spływającym na południe, w kierunku rozległych nizin. Mają one zmienne stany wód i często wylewają, osadzając na brzegach żyzne namuły, mające wpływ na urodzajność gleb występujących w tej części Azji.

## Krajobrazy
Obszary na północy zajmują zmrożone, bezleśne przestrzenie pokryte w większości tundrą, przez większą część roku pozostające pod śniegiem i lodem, wykraczające poza koło podbiegunowe północne. Na południe od tundry rozpościera się szeroki pas leśny, zwany tajgą, który z kolei przechodzi w urodzajne obszary trawiaste zwane stepami. W centrum kontynentu, w Azji Środkowej, w związku z niskimi opadami, występują pustynie. Na nieurodzajnych piaskach rosną tylko nieliczne gatunki roślin. Wyżej położone, skaliste wyżyny zimą są nawiedzane przez silne wiatry, a latem- silnie nagrzewane przez słońce.